# Military Industry Corporation
Die Military Industry Corporation ist die staatliche Rüstungsfirma des Sudan.
Sie befindet sich in Khartum und versorgt die sudanesischen Armee mit Waffen, ist aber in den letzten Jahren verstärkt auch im Waffenexportgeschäft tätig.

## Hintergrund
Military Industry Corporation ist in den letzten Jahren zu einem der größten Rüstungskonzerne Afrika geworden.
Neben der Versorgung der sudanesischen Armee exportiert der Sudan zunehmend Waffen und ist zu einem der „weltweit dynamischsten Märkte für Waffen geworden“.
Gerade im Bereich der Infanteriewaffen ist in den letzten Jahren eine steigende Entwicklung zu verzeichnen.
MIC untersteht dem sudanesischen Geheimdienst und gehört zu 35 % iranischen Eignern.
Mit iranischen und chinesischen Herstellern bestehen Partnerschaften.

### Kritik
Dem Sudan wird immer wieder vorgeworfen, auch Terrororganisationen, islamistische Milizen und Bürgerkriegsparteien zu beliefern.
- Im Bürgerkrieg in Syrien soll der Sudan an alle Parteien als Waffenlieferant in Erscheinung treten.[5]
- Der Sudan soll (von Katar bezahlt) an die Freie Syrische Armee Panzerabwehrraketen sowie HongYing-6-Luftabwehrraketen geliefert haben.[6]
- Verschiedene Waffensysteme sollen auch in die Krisengebiete in Somalia, Tschad, Kenia, Guinea, Mali und der Elfenbeinküste geliefert worden sein.[7]
- Saudi-Arabien beschuldigt den Sudan, Waffen in den Jemen an Huthi-Rebellen zu liefern.[8]
- Die Regierung des Tschad beschuldigt den Sudan während des Bürgerkrieg im Tschad 2005–2010 Waffen an Aufständische der „Vereinigten Front für Wandel“ geliefert zu haben.
- Die aktuelle libysche Regierung beschuldigt die sudanesische Regierung, islamistische Milizen in Libyen auszurüsten.[9]
- Ugandas Regierung beschuldigt die sudanesische Regierung, Joseph Konys Lord’s Resistance Army mit Waffen zu versorgen.[10]
- Da der Sudan der Hamas Waffen und Raketen liefert,[11] wurden auch die Fabriken von MIC in den vergangenen Jahren Ziel von Luftschlägen durch Israel.[12] Insbesondere der Yarmouk Industrial Complex mit seiner Raketenfabrik wurde zum Ziel.

## Geschichte

### Alshagara Industrial Complex (AIC)
1959 wurde der AIC eingeweiht, der bis heute Munition für Handfeuerwaffen produziert. Des Weiteren werden dort Mörser sowie Bomben gefertigt. 1994 wurde MIC per Dekret dem Ministerium der Verteidigung unterstellt. Seitdem wurde die Firma enorm ausgebaut. Verschiedene neue Komplexe entstanden.

### Yarmouk Industrial Complex (YIC)
Seit 1996 produziert der YIC Dual-Use-Güter für die Transport- und Maschinenbauindustrie.
Dort befinden sich eine Raketenfabrik, eine Fabrik für schwere Artillerie, eine Fabrik für mittlere und schwere Munition, eine Fabrik für leichte Artillerie-Munition sowie eine Fabrik für Maschinengewehre.

### Saria Industrial Complex
Seit 1997 werden dort Schuhe und Uniformen gefertigt.

### Elshaheed Ibrahim Shamseldeen Complex
Dieser Komplex produziert seit 2002 Panzer, Selbstfahrlafetten und gepanzerte Fahrzeuge/Schützenpanzer. Zusammen mit der südafrikanischen Firma Denel ist MIC damit einer der beiden afrikanischen Panzerhersteller.

### Alzargaa Engineering Complex
Der AEC liefert seit 2004 elektronische Produkte und Ausrüstung für die sudanesische Armee und ausländische Kunden (unter anderem Zielerfassungslaser und Feuerleitanlagen).
Moderne Infanterie-Ausrüstung wird im Paket mit
- Nachtsichtgerät,
- Wärmebildkamera,
- Typ-95-Sturmgewehr[14] mit integriertem Granatwerfer,
- GPS-Empfänger,
- beschusshemmender Weste und Helm, sowie mit
- Helmkamera und Kommunikationssystemen

ausgeliefert und orientiert sich am Future-Soldier-Programm der NATO.

### Safat Aviation Complex (SAC)
Der SAC liefert seit 2005 Ersatzteile für die sudanesische Luftwaffe. 2011 wurde die Produktion eigener Flugzeuge (basierend auf Piper Super Cub und UTVA 75) und Hubschrauber (auf AK 1-3-Basis) begonnen.
Auch sollen in naher Zukunft in Eigenregie Flugzeuge und Hubschrauber wie Mil Mi-24, Mil Mi-8 und Nanchang Q-5 gewartet werden. Die selbstständig entwickelte Gleitbombe BK-3 Burkan wurde erstmals auf der Militärmesse IDEX2017 vorgestellt.
Es besteht eine Partnerschaft zwischen den Flugzeugwerken Nowosibirsk und dem SAC.

## Produzierte Waffensysteme
Alle Waffensysteme sind Kopien ausländischen Ursprungs.

### Infanteriewaffen
- Pistole „Marra“ (CZ 75)
- Sturmgewehr „MAZ“ (chin. Kopie AK-47)
- Sturmgewehr „Terab“ (M 16)
- Sturmgewehr „Dinar“ (G 3)
- Sturmgewehr Typ 95
- Maschinenpistole „Tihraga“[17] (MP 5)
- Maschinengewehr „Karar“[18] (MG 3)
- Maschinengewehr „Mokhtar“ (MG PK)
- Maschinengewehr „Khawad“
- Panzerbüchse „Sinnar“ (RPG 7)

### Granatwerfer
- „Abba“ 30 mm (AGS-17)
- „Nimir“ 60 mm (M 224)
- „Aboud“ 82 mm (BM 37)
- „Ahmed“ 120 mm (M 1943)

### Geschütze
- „Khalifa“ 122 mm (D-30)
- „Mahdi“ 122 mm (M-30)
- 100-mm-Kanone „Nijoumi“ (T-12)
- Rückstoßfreies Geschütz M40
- 73 mm „Soba“ (SPG-9)

Für alle produzierten Waffensysteme liefert MIC auch die passende Munition, für Geschütze auch Feuerleitsysteme.

### Raketensysteme und Drohnen
- HJ-8 „SARIB“-Panzerabwehrraketen (chinesische Version der MILAN)
- Dongfeng Motor Corporation Fahrzeuge mit FN-6 Luftabwehrraketen[19][20]
- HongYing-6-Luftabwehrraketen
- Ababil-Drohnen

### Raketenwerfer

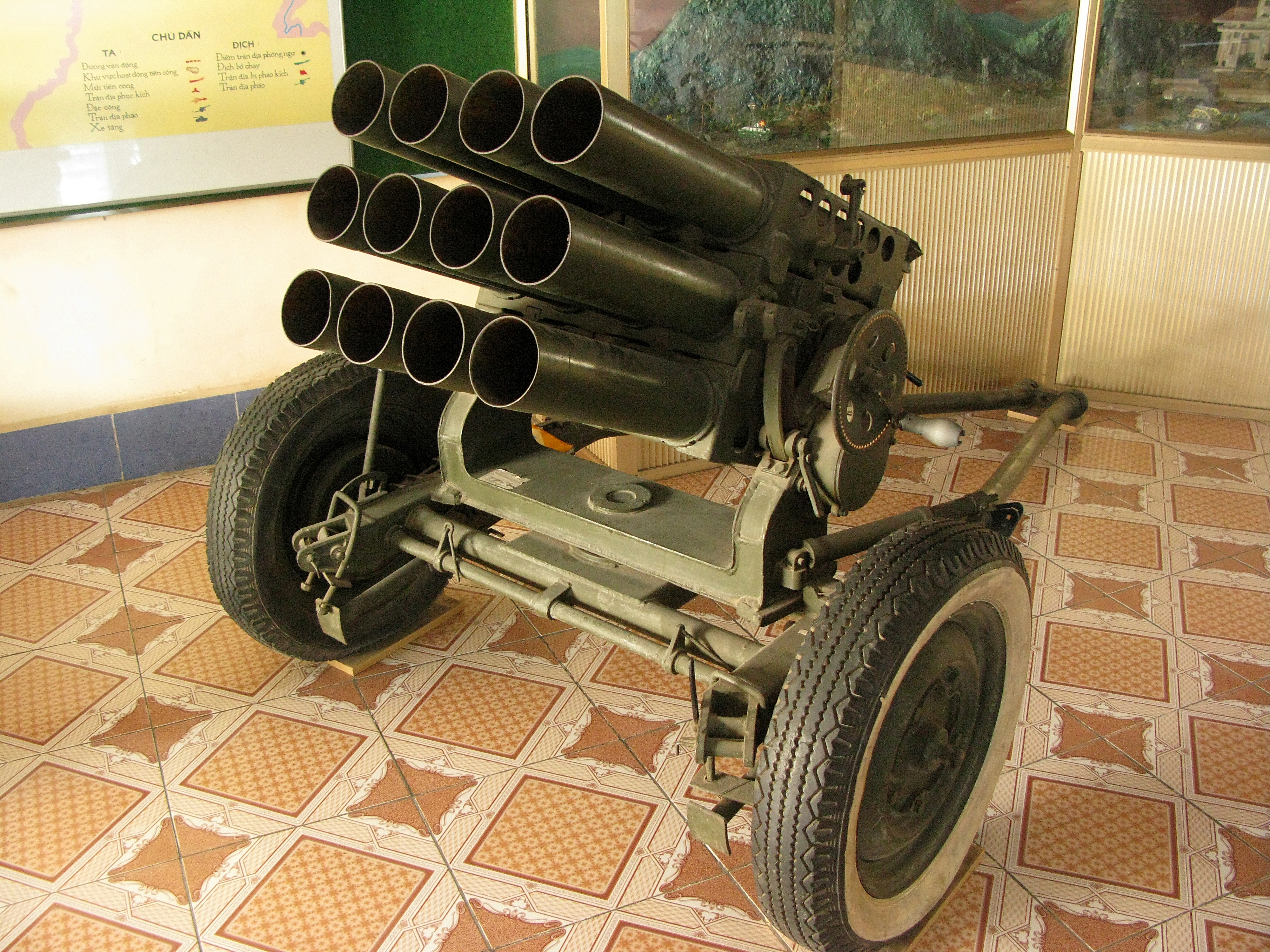
Typ-63-Raketenwerfer „Taka“

- „Taka“ 12 × 107 mm Typ-63-Raketenwerfer „Taka“

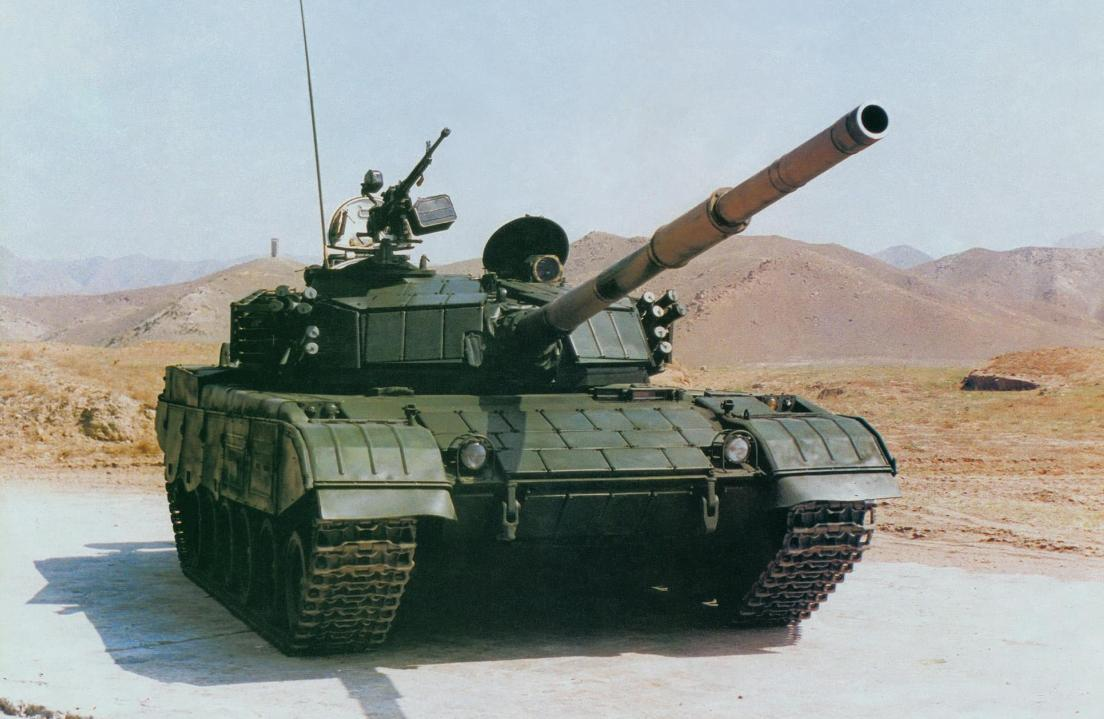
Typ 85 „Al-BASHIR“

- „Taka 2“ 8 × 122-mm-Werfer
- „Taka-2“ 40 × 122-mm-Werfer

### Fahrzeuge
- Technicals mit „Taka“-Raketenwerfern.
- „Karaba“-Geländewagen, die mit montiertem Taka-Raketenwerfer, 73-mm-Geschütz oder montiertem 7,62-mm- bzw. 12,7-mm-Maschinengewehr ausgeliefert werden.[21]

### Selbstfahrlafetten, Schützenpanzer und Kampfpanzer
- Kampfpanzer Type 96 „Al-BASHIR“[22]
- Kampfpanzer Type 59 „AL ZUBAIR 2“[23] (Aufwertung „Typ 59D“)
- Kampfpanzer „AL-ZUBAIR 1“[24]
- Kampfpanzer T-55 „DIGNA“
- Spähpanzer BRDM-2 „AMIR-2“
- Selbstfahrlafette 2S1 „Abu Fatma“ 122 mm
- „Khalifa“ 122 mm D-30 auf KAMAZ-Lkw-Selbstfahrlafette[25]
- BMP-2 „Khatim-2“
- Boragh Schützenpanzer „Khatim“
- Type 92 Schützenpanzerwagen „Shareef-2“[26]
- BRT-80 Schützenpanzerwagen „Shareef-1“

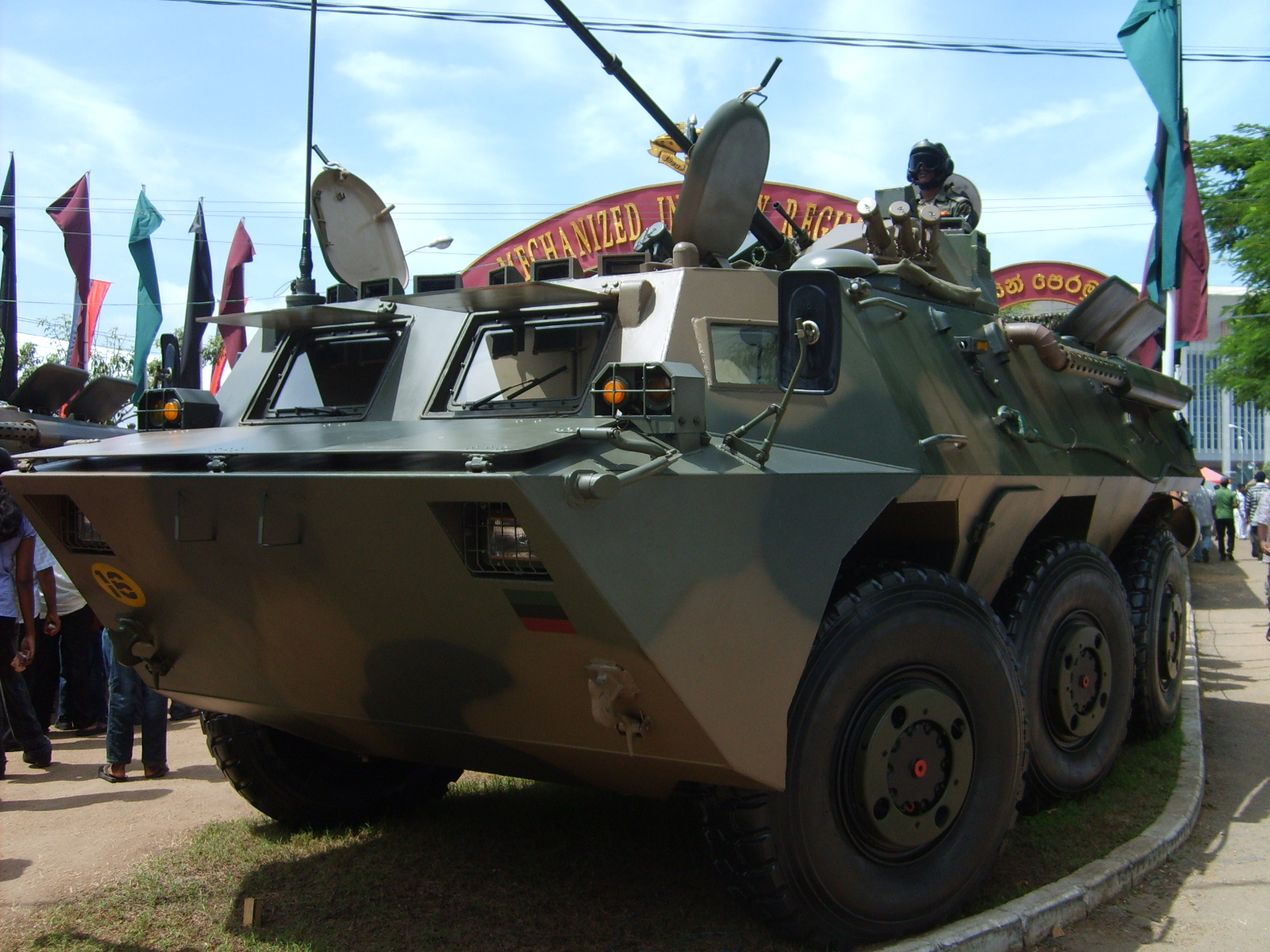
Schützenpanzer „Shareef-1“

- Rakhsh (Transporter)